# 最多勝利 (MLB)
メジャーリーグでアメリカンリーグとナショナルリーグから毎年最も勝ち星の多い投手を表彰している。

## アメリカンリーグ
| 年     | 選手                                                                                   | 所属球団                                                                                                | 記録 |
| ------ | -------------------------------------------------------------------------------------- | --- | ---- |
| 1901年 | サイ・ヤング(3)                                                                        | ボストン・アメリカンズ                                                                                  | 33   |
| 1902年 | サイ・ヤング(4)                                                                        | ボストン・アメリカンズ                                                                                  | 32   |
| 1903年 | サイ・ヤング(5)                                                                        | ボストン・アメリカンズ                                                                                  | 28   |
| 1904年 | ジャック・チェスブロ                                                                   | ニューヨーク・ハイランダーズ                                                                            | 41   |
| 1905年 | ルーブ・ワッデル                                                                       | フィラデルフィア・アスレチックス                                                                        | 27   |
| 1906年 | アル・オース                                                                           | ニューヨーク・ハイランダーズ                                                                            | 27   |
| 1907年 | アディ・ジョス ドク・ホワイト                                                          | クリーブランド・ナップス シカゴ・ホワイトソックス                                                       | 27   |
| 1908年 | エド・ウォルシュ                                                                       | シカゴ・ホワイトソックス                                                                                | 40   |
| 1909年 | ジョージ・マリン                                                                       | デトロイト・タイガース                                                                                  | 29   |
| 1910年 | ジャック・クーンズ(1)                                                                  | フィラデルフィア・アスレチックス                                                                        | 31   |
| 1911年 | ジャック・クーンズ(2)                                                                  | フィラデルフィア・アスレチックス                                                                        | 28   |
| 1912年 | スモーキー・ジョー・ウッド                                                             | ボストン・レッドソックス                                                                                | 34   |
| 1913年 | ウォルター・ジョンソン(1)                                                              | ワシントン・セネタース                                                                                  | 36   |
| 1914年 | ウォルター・ジョンソン(2)                                                              | ワシントン・セネタース                                                                                  | 28   |
| 1915年 | ウォルター・ジョンソン(3)                                                              | ワシントン・セネタース                                                                                  | 27   |
| 1916年 | ウォルター・ジョンソン(4)                                                              | ワシントン・セネタース                                                                                  | 25   |
| 1917年 | エディ・シーコット(1)                                                                  | シカゴ・ホワイトソックス                                                                                | 28   |
| 1918年 | ウォルター・ジョンソン(5)                                                              | ワシントン・セネタース                                                                                  | 23   |
| 1919年 | エディ・シーコット(2)                                                                  | シカゴ・ホワイトソックス                                                                                | 29   |
| 1920年 | ジム・バグビー・シニア                                                                 | クリーブランド・インディアンス                                                                          | 31   |
| 1921年 | カール・メイズ アーバン・ショッカー                                                    | ニューヨーク・ヤンキース セントルイス・ブラウンズ                                                       | 27   |
| 1922年 | エディ・ロンメル                                                                       | フィラデルフィア・アスレチックス                                                                        | 27   |
| 1923年 | ジョージ・ウール(1)                                                                    | クリーブランド・インディアンス                                                                          | 26   |
| 1924年 | ウォルター・ジョンソン(6)                                                              | ワシントン・セネタース                                                                                  | 23   |
| 1925年 | テッド・ライオンズ(1) エディ・ロンメル                                                 | シカゴ・ホワイトソックス フィラデルフィア・アスレチックス                                               | 21   |
| 1926年 | ジョージ・ウール(2)                                                                    | クリーブランド・インディアンス                                                                          | 27   |
| 1927年 | ウェイト・ホイト テッド・ライオンズ(2)                                                 | ニューヨーク・ヤンキース シカゴ・ホワイトソックス                                                       | 22   |
| 1928年 | レフティ・グローブ(1) ジョージ・ピップグラス                                           | フィラデルフィア・アスレチックス ニューヨーク・ヤンキース                                               | 24   |
| 1929年 | ジョージ・アーンショウ                                                                 | フィラデルフィア・アスレチックス                                                                        | 24   |
| 1930年 | レフティ・グローブ(2)                                                                  | フィラデルフィア・アスレチックス                                                                        | 28   |
| 1931年 | レフティ・グローブ(3)                                                                  | フィラデルフィア・アスレチックス                                                                        | 31   |
| 1932年 | アルビン・クラウダー(1)                                                                | ワシントン・セネタース                                                                                  | 26   |
| 1933年 | アルビン・クラウダー(2) レフティ・グローブ(4)                                          | ワシントン・セネタース フィラデルフィア・アスレチックス                                                 | 24   |
| 1934年 | レフティ・ゴメス(1)                                                                    | ニューヨーク・ヤンキース                                                                                | 26   |
| 1935年 | ウェス・フェレル                                                                       | ボストン・レッドソックス                                                                                | 25   |
| 1936年 | トミー・ブリッジス                                                                     | デトロイト・タイガース                                                                                  | 23   |
| 1937年 | レフティ・ゴメス(2)                                                                    | ニューヨーク・ヤンキース                                                                                | 21   |
| 1938年 | レッド・ラフィング                                                                     | ニューヨーク・ヤンキース                                                                                | 21   |
| 1939年 | ボブ・フェラー(1)                                                                      | クリーブランド・インディアンス                                                                          | 24   |
| 1940年 | ボブ・フェラー(2)                                                                      | クリーブランド・インディアンス                                                                          | 27   |
| 1941年 | ボブ・フェラー(3)                                                                      | クリーブランド・インディアンス                                                                          | 25   |
| 1942年 | テックス・ハグソン                                                                     | ボストン・レッドソックス                                                                                | 22   |
| 1943年 | スパッド・チャンドラー ディジー・トラウト                                              | ニューヨーク・ヤンキース デトロイト・タイガース                                                         | 20   |
| 1944年 | ハル・ニューハウザー(1)                                                                | デトロイト・タイガース                                                                                  | 29   |
| 1945年 | ハル・ニューハウザー(2)                                                                | デトロイト・タイガース                                                                                  | 25   |
| 1946年 | ボブ・フェラー(4) ハル・ニューハウザー(3)                                              | クリーブランド・インディアンス デトロイト・タイガース                                                   | 26   |
| 1947年 | ボブ・フェラー(5)                                                                      | クリーブランド・インディアンス                                                                          | 20   |
| 1948年 | ハル・ニューハウザー(4)                                                                | デトロイト・タイガース                                                                                  | 21   |
| 1949年 | メル・パーネル                                                                         | ボストン・レッドソックス                                                                                | 25   |
| 1950年 | ボブ・レモン(1)                                                                        | クリーブランド・インディアンス                                                                          | 23   |
| 1951年 | ボブ・フェラー(6)                                                                      | クリーブランド・インディアンス                                                                          | 22   |
| 1952年 | ボビー・シャンツ                                                                       | フィラデルフィア・アスレチックス                                                                        | 24   |
| 1953年 | ボブ・ポーターフィールド                                                               | ワシントン・セネタース                                                                                  | 22   |
| 1954年 | ボブ・レモン(2) アーリー・ウィン(1)                                                    | クリーブランド・インディアンス                                                                          | 23   |
| 1955年 | ホワイティー・フォード(1) ボブ・レモン(3) フランク・サリバン                           | ニューヨーク・ヤンキース クリーブランド・インディアンス ボストン・レッドソックス                        | 18   |
| 1956年 | フランク・ラリー                                                                       | デトロイト・タイガース                                                                                  | 21   |
| 1957年 | ジム・バニング ビリー・ピアース                                                        | デトロイト・タイガース シカゴ・ホワイトソックス                                                         | 20   |
| 1958年 | ボブ・ターリー                                                                         | ニューヨーク・ヤンキース                                                                                | 21   |
| 1959年 | アーリー・ウィン(2)                                                                    | シカゴ・ホワイトソックス                                                                                | 22   |
| 1960年 | チャック・エストラーダ ジム・ペリー(1)                                                 | ボルチモア・オリオールズ クリーブランド・インディアンス                                                 | 18   |
| 1961年 | ホワイティー・フォード(2)                                                              | ニューヨーク・ヤンキース                                                                                | 25   |
| 1962年 | ラルフ・テリー                                                                         | ニューヨーク・ヤンキース                                                                                | 23   |
| 1963年 | ホワイティー・フォード(3)                                                              | ニューヨーク・ヤンキース                                                                                | 24   |
| 1964年 | ディーン・チャンス ゲイリー・ピーターズ                                                | ロサンゼルス・エンゼルス シカゴ・ホワイトソックス                                                       | 20   |
| 1965年 | マッドキャット・グラント                                                               | ミネソタ・ツインズ                                                                                      | 21   |
| 1966年 | ジム・カート                                                                           | ミネソタ・ツインズ                                                                                      | 25   |
| 1967年 | ジム・ロンボーグ アール・ウィルソン                                                    | ボストン・レッドソックス デトロイト・タイガース                                                         | 22   |
| 1968年 | デニー・マクレイン(1)                                                                  | デトロイト・タイガース                                                                                  | 31   |
| 1969年 | デニー・マクレイン(2)                                                                  | デトロイト・タイガース                                                                                  | 24   |
| 1970年 | マイク・クェイヤー デーブ・マクナリー ジム・ペリー(2)                                  | ボルチモア・オリオールズ ミネソタ・ツインズ                                                             | 24   |
| 1971年 | ミッキー・ロリッチ                                                                     | デトロイト・タイガース                                                                                  | 25   |
| 1972年 | ゲイロード・ペリー(2) ウィルバー・ウッド(1)                                            | クリーブランド・インディアンス シカゴ・ホワイトソックス                                                 | 24   |
| 1973年 | ウィルバー・ウッド(2)                                                                  | シカゴ・ホワイトソックス                                                                                | 24   |
| 1974年 | キャットフィッシュ・ハンター(1) ファーガソン・ジェンキンス(2)                          | オークランド・アスレチックス テキサス・レンジャーズ                                                     | 25   |
| 1975年 | キャットフィッシュ・ハンター(2) ジム・パーマー(1)                                      | ニューヨーク・ヤンキース ボルチモア・オリオールズ                                                       | 23   |
| 1976年 | ジム・パーマー(2)                                                                      | ボルチモア・オリオールズ                                                                                | 22   |
| 1977年 | デーブ・ゴルツ デニス・レナード ジム・パーマー(3)                                      | ミネソタ・ツインズ カンザスシティ・ロイヤルズ ボルチモア・オリオールズ                                  | 20   |
| 1978年 | ロン・ギドリー(1)                                                                      | ニューヨーク・ヤンキース                                                                                | 25   |
| 1979年 | マイク・フラナガン                                                                     | ボルチモア・オリオールズ                                                                                | 23   |
| 1980年 | スティーブ・ストーン                                                                   | ボルチモア・オリオールズ                                                                                | 25   |
| 1981年 | デニス・マルティネス スティーブ・マッカーティー ジャック・モリス(1) ピート・ブコビッチ | ボルチモア・オリオールズ オークランド・アスレチックス デトロイト・タイガース ミルウォーキー・ブルワーズ | 14   |
| 1982年 | ラマー・ホイト(1)                                                                      | シカゴ・ホワイトソックス                                                                                | 19   |
| 1983年 | ラマー・ホイト(2)                                                                      | シカゴ・ホワイトソックス                                                                                | 24   |
| 1984年 | マイク・ボディッカー                                                                   | ボルチモア・オリオールズ                                                                                | 20   |
| 1985年 | ロン・ギドリー(2)                                                                      | ニューヨーク・ヤンキース                                                                                | 22   |
| 1986年 | ロジャー・クレメンス(1)                                                                | ボストン・レッドソックス                                                                                | 24   |
| 1987年 | ロジャー・クレメンス(2) デーブ・スチュワート                                           | ボストン・レッドソックス オークランド・アスレチックス                                                   | 20   |
| 1988年 | フランク・バイオーラ                                                                   | ミネソタ・ツインズ                                                                                      | 24   |
| 1989年 | ブレット・セイバーヘイゲン                                                             | カンザスシティ・ロイヤルズ                                                                              | 23   |
| 1990年 | ボブ・ウェルチ                                                                         | オークランド・アスレチックス                                                                            | 27   |
| 1991年 | スコット・エリクソン ビル・ガリクソン                                                  | ミネソタ・ツインズ デトロイト・タイガース                                                               | 20   |
| 1992年 | ケビン・ブラウン ジャック・モリス(2)                                                   | テキサス・レンジャーズ トロント・ブルージェイズ                                                         | 21   |
| 1993年 | ジャック・マクダウエル                                                                 | シカゴ・ホワイトソックス                                                                                | 22   |
| 1994年 | ジミー・キー                                                                           | ニューヨーク・ヤンキース                                                                                | 17   |
| 1995年 | マイク・ムッシーナ                                                                     | ボルチモア・オリオールズ                                                                                | 19   |
| 1996年 | アンディ・ペティット                                                                   | ニューヨーク・ヤンキース                                                                                | 21   |
| 1997年 | ロジャー・クレメンス(3)                                                                | トロント・ブルージェイズ                                                                                | 21   |
| 1998年 | ロジャー・クレメンス(4) デビッド・コーン リック・ヘリング                              | トロント・ブルージェイズ ニューヨーク・ヤンキース テキサス・レンジャーズ                                | 20   |
| 1999年 | ペドロ・マルティネス                                                                   | ボストン・レッドソックス                                                                                | 23   |
| 2000年 | ティム・ハドソン デビッド・ウェルズ                                                    | オークランド・アスレチックス トロント・ブルージェイズ                                                   | 20   |
| 2001年 | マーク・マルダー                                                                       | オークランド・アスレチックス                                                                            | 21   |
| 2002年 | バリー・ジト                                                                           | オークランド・アスレチックス                                                                            | 23   |
| 2003年 | ロイ・ハラデイ(1)                                                                      | トロント・ブルージェイズ                                                                                | 22   |
| 2004年 | カート・シリング(2)                                                                    | ボストン・レッドソックス                                                                                | 21   |
| 2005年 | バートロ・コローン                                                                     | ロサンゼルス・エンゼルス・オブ・アナハイム                                                              | 21   |
| 2006年 | ヨハン・サンタナ 王建民                                                                | ミネソタ・ツインズ ニューヨーク・ヤンキース                                                             | 19   |
| 2007年 | ジョシュ・ベケット                                                                     | ボストン・レッドソックス                                                                                | 20   |
| 2008年 | クリフ・リー                                                                           | クリーブランド・インディアンス                                                                          | 22   |
| 2009年 | CC・サバシア(1) ジャスティン・バーランダー(1) フェリックス・ヘルナンデス               | ニューヨーク・ヤンキース デトロイト・タイガース シアトル・マリナーズ                                    | 19   |
| 2010年 | CC・サバシア(2)                                                                        | ニューヨーク・ヤンキース                                                                                | 21   |
| 2011年 | ジャスティン・バーランダー(2)                                                          | デトロイト・タイガース                                                                                  | 24   |
| 2012年 | デビッド・プライス ジェレッド・ウィーバー(1)                                           | タンパベイ・レイズ ロサンゼルス・エンゼルス・オブ・アナハイム                                           | 20   |
| 2013年 | マックス・シャーザー(1)                                                                | デトロイト・タイガース                                                                                  | 21   |
| 2014年 | コーリー・クルーバー(1) マックス・シャーザー(2) ジェレッド・ウィーバー(2)              | クリーブランド・インディアンス デトロイト・タイガース ロサンゼルス・エンゼルス・オブ・アナハイム        | 18   |
| 2015年 | ダラス・カイケル                                                                       | ヒューストン・アストロズ                                                                                | 20   |
| 2016年 | リック・ポーセロ                                                                       | ボストン・レッドソックス                                                                                | 22   |
| 2017年 | カルロス・カラスコ コーリー・クルーバー(2) ジェイソン・バルガス                        | クリーブランド・インディアンス カンザスシティ・ロイヤルズ                                               | 18   |
| 2018年 | ブレイク・スネル                                                                       | タンパベイ・レイズ                                                                                      | 21   |
| 2019年 | ジャスティン・バーランダー(3)                                                          | ヒューストン・アストロズ                                                                                | 21   |
| 2020年 | シェーン・ビーバー                                                                     | クリーブランド・インディアンス                                                                          | 8    |
| 2021年 | ゲリット・コール                                                                       | ニューヨーク・ヤンキース                                                                                | 16   |
| 2022年 | ジャスティン・バーランダー(4)                                                          | ヒューストン・アストロズ                                                                                | 18   |
| 2023年 | クリス・バシット ザック・エフリン                                                      | トロント・ブルージェイズ タンパベイ・レイズ                                                             | 16   |
| 2024年 | タリック・スクーバル                                                                   | デトロイト・タイガース                                                                                  | 18   |

※2020年は60試合の短縮シーズン

## ナショナルリーグ
| 年     | 選手 | 所属球団 | 記録 |
| ------ | --- | --- | ---- |
| 1876年 | アルバート・スポルディング                                                                                     | シカゴ・ホワイトストッキングス                                                                                     | 47   |
| 1877年 | トミー・ボンド(1)                                                                                              | ボストン・レッドストッキングズ                                                                                     | 40   |
| 1878年 | トミー・ボンド(2)                                                                                              | ボストン・レッドストッキングズ                                                                                     | 40   |
| 1879年 | ジョン・モンゴメリ・ウォード                                                                                   | プロビデンス・グレイズ                                                                                             | 47   |
| 1880年 | ジム・マコーミック(1)                                                                                          | クリーブランド・ブルース                                                                                           | 45   |
| 1881年 | ラリー・コーコラン ジム・ホイットニー                                                                          | シカゴ・ホワイトストッキングス ボストン・レッドストッキングズ                                                      | 31   |
| 1882年 | ジム・マコーミック(2)                                                                                          | クリーブランド・ブルース                                                                                           | 36   |
| 1883年 | チャールズ・ラドボーン(1)                                                                                      | プロビデンス・グレイズ                                                                                             | 48   |
| 1884年 | チャールズ・ラドボーン(2)                                                                                      | プロビデンス・グレイズ                                                                                             | 60   |
| 1885年 | ジョン・クラークソン(1)                                                                                        | シカゴ・ホワイトストッキングス                                                                                     | 53   |
| 1886年 | レディ・ボールドウィン ティム・キーフ(1)                                                                       | デトロイト・ウルバリンズ ニューヨーク・ジャイアンツ                                                                | 42   |
| 1887年 | ジョン・クラークソン(2)                                                                                        | シカゴ・ホワイトストッキングス                                                                                     | 38   |
| 1888年 | ティム・キーフ(2)                                                                                              | ニューヨーク・ジャイアンツ                                                                                         | 35   |
| 1889年 | ジョン・クラークソン(3)                                                                                        | ボストン・ビーンイーターズ                                                                                         | 49   |
| 1890年 | ビル・ハッチソン(1)                                                                                            | シカゴ・コルツ | 42   |
| 1891年 | ビル・ハッチソン(2)                                                                                            | シカゴ・コルツ | 44   |
| 1892年 | ビル・ハッチソン(3) サイ・ヤング(1)                                                                            | シカゴ・コルツ クリーブランド・スパイダーズ                                                                        | 36   |
| 1893年 | フランク・キレン(1)                                                                                            | ピッツバーグ・パイレーツ                                                                                           | 36   |
| 1894年 | エイモス・ルーシー                                                                                             | ニューヨーク・ジャイアンツ                                                                                         | 36   |
| 1895年 | サイ・ヤング(2)                                                                                                | クリーブランド・スパイダーズ                                                                                       | 35   |
| 1896年 | フランク・キレン(2) キッド・ニコルズ(1)                                                                        | ピッツバーグ・パイレーツ ボストン・ビーンイーターズ                                                                | 30   |
| 1897年 | キッド・ニコルズ(2)                                                                                            | ボストン・ビーンイーターズ                                                                                         | 31   |
| 1898年 | キッド・ニコルズ(3)                                                                                            | ボストン・ビーンイーターズ                                                                                         | 31   |
| 1899年 | ジェイ・ヒューズ ジョー・マクギニティ(1)                                                                       | ブルックリン・スーパーバス ボルチモア・オリオールズ                                                                | 28   |
| 1900年 | ジョー・マクギニティ(2)                                                                                        | ブルックリン・スーパーバス                                                                                         | 28   |
| 1901年 | ビル・ドノヴァン                                                                                               | ブルックリン・スーパーバス                                                                                         | 25   |
| 1902年 | ジャック・チェスブロ                                                                                           | ピッツバーグ・パイレーツ                                                                                           | 28   |
| 1903年 | ジョー・マクギニティ(3)                                                                                        | ニューヨーク・ジャイアンツ                                                                                         | 31   |
| 1904年 | ジョー・マクギニティ(4)                                                                                        | ニューヨーク・ジャイアンツ                                                                                         | 35   |
| 1905年 | クリスティ・マシューソン(1)                                                                                    | ニューヨーク・ジャイアンツ                                                                                         | 31   |
| 1906年 | ジョー・マクギニティ(5)                                                                                        | ニューヨーク・ジャイアンツ                                                                                         | 27   |
| 1907年 | クリスティ・マシューソン(2)                                                                                    | ニューヨーク・ジャイアンツ                                                                                         | 24   |
| 1908年 | クリスティ・マシューソン(3)                                                                                    | ニューヨーク・ジャイアンツ                                                                                         | 37   |
| 1909年 | モーデカイ・ブラウン                                                                                           | シカゴ・カブス | 27   |
| 1910年 | クリスティ・マシューソン(4)                                                                                    | ニューヨーク・ジャイアンツ                                                                                         | 27   |
| 1911年 | ピート・アレクサンダー(1)                                                                                      | フィラデルフィア・フィリーズ                                                                                       | 28   |
| 1912年 | ラリー・チェニー ルーブ・マーカード                                                                            | シカゴ・カブス ニューヨーク・ジャイアンツ                                                                          | 26   |
| 1913年 | トム・シートン                                                                                                 | フィラデルフィア・フィリーズ                                                                                       | 27   |
| 1914年 | ピート・アレクサンダー(2)                                                                                      | フィラデルフィア・フィリーズ                                                                                       | 27   |
| 1915年 | ピート・アレクサンダー(3)                                                                                      | フィラデルフィア・フィリーズ                                                                                       | 31   |
| 1916年 | ピート・アレクサンダー(4)                                                                                      | フィラデルフィア・フィリーズ                                                                                       | 33   |
| 1917年 | ピート・アレクサンダー(5)                                                                                      | フィラデルフィア・フィリーズ                                                                                       | 30   |
| 1918年 | ヒッポ・ボーン                                                                                                 | シカゴ・カブス | 22   |
| 1919年 | ジェシー・バーンズ                                                                                             | ニューヨーク・ジャイアンツ                                                                                         | 25   |
| 1920年 | ピート・アレクサンダー(6)                                                                                      | シカゴ・カブス | 27   |
| 1921年 | ウィルバー・クーパー バーリー・グライムス                                                                      | ピッツバーグ・パイレーツ ブルックリン・ロビンス                                                                    | 22   |
| 1922年 | エッパ・リクシー                                                                                               | シンシナティ・レッズ                                                                                               | 25   |
| 1923年 | ドルフ・ルケ                                                                                                   | シンシナティ・レッズ                                                                                               | 27   |
| 1924年 | ダジー・ヴァンス(1)                                                                                            | ブルックリン・ロビンス                                                                                             | 28   |
| 1925年 | ダジー・ヴァンス(2)                                                                                            | ブルックリン・ロビンス                                                                                             | 22   |
| 1926年 | ピート・ドナヒュー レイ・クレーマー(1) リー・メドウズ フリント・レム                                           | シンシナティ・レッズ ピッツバーグ・パイレーツ セントルイス・カージナルス                                           | 20   |
| 1927年 | チャーリー・ルート                                                                                             | シカゴ・カブス | 26   |
| 1928年 | ラリー・ベントン バーリー・グライムス                                                                          | ニューヨーク・ジャイアンツ ピッツバーグ・パイレーツ                                                                | 25   |
| 1929年 | パット・マローン                                                                                               | シカゴ・カブス | 22   |
| 1930年 | レイ・クレーマー(2) パット・マローン                                                                           | ピッツバーグ・パイレーツ シカゴ・カブス                                                                            | 20   |
| 1931年 | ジャンボ・エリオット ビル・ハラハン ヘイニー・マイネ                                                           | フィラデルフィア・フィリーズ セントルイス・カージナルス ピッツバーグ・パイレーツ                                   | 19   |
| 1932年 | ロン・ワーネギー                                                                                               | シカゴ・カブス | 22   |
| 1933年 | カール・ハッベル(1)                                                                                            | ニューヨーク・ジャイアンツ                                                                                         | 23   |
| 1934年 | ディジー・ディーン(1)                                                                                          | セントルイス・カージナルス                                                                                         | 30   |
| 1935年 | ディジー・ディーン(2)                                                                                          | セントルイス・カージナルス                                                                                         | 28   |
| 1936年 | カール・ハッベル(2)                                                                                            | ニューヨーク・ジャイアンツ                                                                                         | 26   |
| 1937年 | カール・ハッベル(3)                                                                                            | ニューヨーク・ジャイアンツ                                                                                         | 22   |
| 1938年 | ビル・リー | シカゴ・カブス | 22   |
| 1939年 | バッキー・ウォルターズ(1)                                                                                      | シンシナティ・レッズ                                                                                               | 27   |
| 1940年 | バッキー・ウォルターズ(2)                                                                                      | シンシナティ・レッズ                                                                                               | 22   |
| 1941年 | カービー・ヒグビー ウィット・ワイアット                                                                        | ブルックリン・ドジャース                                                                                           | 22   |
| 1942年 | モート・クーパー(1)                                                                                            | セントルイス・カージナルス                                                                                         | 22   |
| 1943年 | モート・クーパー(2) エルマー・リドル リップ・シーウェル                                                        | セントルイス・カージナルス シンシナティ・レッズ ピッツバーグ・パイレーツ                                           | 21   |
| 1944年 | バッキー・ウォルターズ(3)                                                                                      | シンシナティ・レッズ                                                                                               | 23   |
| 1945年 | レッド・バーレット                                                                                             | ボストン・ブレーブス セントルイス・カージナルス                                                                    | 23   |
| 1946年 | ハウィー・ポレット                                                                                             | セントルイス・カージナルス                                                                                         | 21   |
| 1947年 | イーウェル・ブラックウェル                                                                                     | シンシナティ・レッズ                                                                                               | 22   |
| 1948年 | ジョニー・セイン                                                                                               | ボストン・ブレーブス                                                                                               | 24   |
| 1949年 | ウォーレン・スパーン(1)                                                                                        | ボストン・ブレーブス                                                                                               | 21   |
| 1950年 | ウォーレン・スパーン(2)                                                                                        | ボストン・ブレーブス                                                                                               | 21   |
| 1951年 | ラリー・ヤンセン サル・マグリー                                                                                | ニューヨーク・ジャイアンツ                                                                                         | 23   |
| 1952年 | ロビン・ロバーツ(1)                                                                                            | フィラデルフィア・フィリーズ                                                                                       | 28   |
| 1953年 | ロビン・ロバーツ(2) ウォーレン・スパーン(3)                                                                    | フィラデルフィア・フィリーズ ボストン・ブレーブス                                                                  | 23   |
| 1954年 | ロビン・ロバーツ(3)                                                                                            | フィラデルフィア・フィリーズ                                                                                       | 23   |
| 1955年 | ロビン・ロバーツ(4)                                                                                            | フィラデルフィア・フィリーズ                                                                                       | 23   |
| 1956年 | ドン・ニューカム                                                                                               | ブルックリン・ドジャース                                                                                           | 27   |
| 1957年 | ウォーレン・スパーン(4)                                                                                        | ミルウォーキー・ブレーブス                                                                                         | 21   |
| 1958年 | ボブ・フレンド ウォーレン・スパーン(5)                                                                         | ピッツバーグ・パイレーツ ミルウォーキー・ブレーブス                                                                | 22   |
| 1959年 | ルー・バーデット サム・ジョーンズ ウォーレン・スパーン(6)                                                      | ミルウォーキー・ブレーブス サンフランシスコ・ジャイアンツ ミルウォーキー・ブレーブス                               | 21   |
| 1960年 | アーニー・ブログリオ ウォーレン・スパーン(7)                                                                   | セントルイス・カージナルス ミルウォーキー・ブレーブス                                                              | 21   |
| 1961年 | ジョーイ・ジェイ ウォーレン・スパーン(8)                                                                       | シンシナティ・レッズ ミルウォーキー・ブレーブス                                                                    | 21   |
| 1962年 | ドン・ドライスデール                                                                                           | ロサンゼルス・ドジャース                                                                                           | 25   |
| 1963年 | サンディー・コーファックス(1) フアン・マリシャル(1)                                                            | ロサンゼルス・ドジャース サンフランシスコ・ジャイアンツ                                                            | 25   |
| 1964年 | ラリー・ジャクソン                                                                                             | シカゴ・カブス | 24   |
| 1965年 | サンディー・コーファックス(2)                                                                                  | ロサンゼルス・ドジャース                                                                                           | 26   |
| 1966年 | サンディー・コーファックス(3)                                                                                  | ロサンゼルス・ドジャース                                                                                           | 27   |
| 1967年 | マイク・マコーミック                                                                                           | サンフランシスコ・ジャイアンツ                                                                                     | 22   |
| 1968年 | フアン・マリシャル(2)                                                                                          | サンフランシスコ・ジャイアンツ                                                                                     | 26   |
| 1969年 | トム・シーバー(1)                                                                                              | ニューヨーク・メッツ                                                                                               | 25   |
| 1970年 | ボブ・ギブソン ゲイロード・ペリー(1)                                                                           | セントルイス・カージナルス サンフランシスコ・ジャイアンツ                                                          | 23   |
| 1971年 | ファーガソン・ジェンキンス(1)                                                                                  | シカゴ・カブス | 24   |
| 1972年 | スティーブ・カールトン(1)                                                                                      | フィラデルフィア・フィリーズ                                                                                       | 27   |
| 1973年 | ロン・ブライアント                                                                                             | サンフランシスコ・ジャイアンツ                                                                                     | 24   |
| 1974年 | アンディ・メサースミス フィル・ニークロ(1)                                                                     | ロサンゼルス・ドジャース アトランタ・ブレーブス                                                                    | 20   |
| 1975年 | トム・シーバー(2)                                                                                              | ニューヨーク・メッツ                                                                                               | 22   |
| 1976年 | ランディ・ジョーンズ                                                                                           | サンディエゴ・パドレス                                                                                             | 22   |
| 1977年 | スティーブ・カールトン(2)                                                                                      | フィラデルフィア・フィリーズ                                                                                       | 23   |
| 1978年 | ゲイロード・ペリー(3)                                                                                          | サンディエゴ・パドレス                                                                                             | 21   |
| 1979年 | ジョー・ニークロ フィル・ニークロ(2)                                                                           | ヒューストン・アストロズ アトランタ・ブレーブス                                                                    | 21   |
| 1980年 | スティーブ・カールトン(3)                                                                                      | フィラデルフィア・フィリーズ                                                                                       | 24   |
| 1981年 | トム・シーバー(3)                                                                                              | シンシナティ・レッズ                                                                                               | 14   |
| 1982年 | スティーブ・カールトン(4)                                                                                      | フィラデルフィア・フィリーズ                                                                                       | 23   |
| 1983年 | ジョン・デニー                                                                                                 | フィラデルフィア・フィリーズ                                                                                       | 19   |
| 1984年 | ウォーキーン・アンドゥハー                                                                                     | セントルイス・カージナルス                                                                                         | 20   |
| 1985年 | ドワイト・グッデン                                                                                             | ニューヨーク・メッツ                                                                                               | 24   |
| 1986年 | フェルナンド・バレンズエラ                                                                                     | ロサンゼルス・ドジャース                                                                                           | 21   |
| 1987年 | リック・サトクリフ                                                                                             | シカゴ・カブス | 18   |
| 1988年 | オーレル・ハーシュハイザー ダニー・ジャクソン                                                                  | ロサンゼルス・ドジャース シンシナティ・レッズ                                                                      | 23   |
| 1989年 | マイク・スコット                                                                                               | ヒューストン・アストロズ                                                                                           | 20   |
| 1990年 | ダグ・ドレイベック                                                                                             | ピッツバーグ・パイレーツ                                                                                           | 22   |
| 1991年 | トム・グラビン(1) ジョン・スマイリー                                                                           | アトランタ・ブレーブス ピッツバーグ・パイレーツ                                                                    | 20   |
| 1992年 | トム・グラビン(2) グレッグ・マダックス(1)                                                                      | アトランタ・ブレーブス シカゴ・カブス                                                                              | 20   |
| 1993年 | ジョン・バーケット トム・グラビン(3)                                                                           | サンフランシスコ・ジャイアンツ アトランタ・ブレーブス                                                              | 22   |
| 1994年 | ケン・ヒル グレッグ・マダックス(2)                                                                             | モントリオール・エクスポズ アトランタ・ブレーブス                                                                  | 16   |
| 1995年 | グレッグ・マダックス(3)                                                                                        | アトランタ・ブレーブス                                                                                             | 19   |
| 1996年 | ジョン・スモルツ(1)                                                                                            | アトランタ・ブレーブス                                                                                             | 24   |
| 1997年 | デニー・ネーグル                                                                                               | アトランタ・ブレーブス                                                                                             | 20   |
| 1998年 | トム・グラビン(4)                                                                                              | アトランタ・ブレーブス                                                                                             | 20   |
| 1999年 | マイク・ハンプトン                                                                                             | ヒューストン・アストロズ                                                                                           | 22   |
| 2000年 | トム・グラビン(5)                                                                                              | アトランタ・ブレーブス                                                                                             | 21   |
| 2001年 | マット・モリス カート・シリング(1)                                                                             | セントルイス・カージナルス アリゾナ・ダイヤモンドバックス                                                          | 22   |
| 2002年 | ランディ・ジョンソン                                                                                           | アリゾナ・ダイヤモンドバックス                                                                                     | 24   |
| 2003年 | ラス・オルティス                                                                                               | アトランタ・ブレーブス                                                                                             | 21   |
| 2004年 | ロイ・オズワルト                                                                                               | ヒューストン・アストロズ                                                                                           | 20   |
| 2005年 | ドントレル・ウィリス                                                                                           | フロリダ・マーリンズ                                                                                               | 22   |
| 2006年 | アーロン・ハラング デレク・ロウ ブラッド・ペニー ジョン・スモルツ(2) ブランドン・ウェブ カルロス・ザンブラーノ | シンシナティ・レッズ ロサンゼルス・ドジャース アトランタ・ブレーブス アリゾナ・ダイヤモンドバックス シカゴ・カブス | 16   |
| 2007年 | ジェイク・ピービー                                                                                             | サンディエゴ・パドレス                                                                                             | 19   |
| 2008年 | ブランドン・ウェブ                                                                                             | アリゾナ・ダイヤモンドバックス                                                                                     | 22   |
| 2009年 | アダム・ウェインライト(1)                                                                                      | セントルイス・カージナルス                                                                                         | 19   |
| 2010年 | ロイ・ハラデイ(2)                                                                                              | フィラデルフィア・フィリーズ                                                                                       | 21   |
| 2011年 | イアン・ケネディ クレイトン・カーショウ(1)                                                                     | アリゾナ・ダイヤモンドバックス ロサンゼルス・ドジャース                                                            | 21   |
| 2012年 | ジオ・ゴンザレス                                                                                               | ワシントン・ナショナルズ                                                                                           | 21   |
| 2013年 | アダム・ウェインライト(2) ジョーダン・ジマーマン                                                               | セントルイス・カージナルス ワシントン・ナショナルズ                                                                | 19   |
| 2014年 | クレイトン・カーショウ(2)                                                                                      | ロサンゼルス・ドジャース                                                                                           | 21   |
| 2015年 | ジェイク・アリエータ                                                                                           | シカゴ・カブス | 22   |
| 2016年 | マックス・シャーザー(3)                                                                                        | ワシントン・ナショナルズ                                                                                           | 20   |
| 2017年 | クレイトン・カーショウ(3)                                                                                      | ロサンゼルス・ドジャース                                                                                           | 18   |
| 2018年 | ジョン・レスター マイルズ・マイコラス マックス・シャーザー(4)                                                  | シカゴ・カブス セントルイス・カージナルス ワシントン・ナショナルズ                                                 | 18   |
| 2019年 | スティーブン・ストラスバーグ                                                                                   | ワシントン・ナショナルズ                                                                                           | 18   |
| 2020年 | ダルビッシュ有                                                                                                 | シカゴ・カブス | 8    |
| 2021年 | フリオ・ウリアス                                                                                               | ロサンゼルス・ドジャース                                                                                           | 20   |
| 2022年 | カイル・ライト                                                                                                 | アトランタ・ブレーブス                                                                                             | 21   |
| 2023年 | スペンサー・ストライダー                                                                                       | アトランタ・ブレーブス                                                                                             | 20   |
| 2024年 | クリス・セール                                                                                                 | アトランタ・ブレーブス                                                                                             | 18   |

※2020年は60試合の短縮シーズン

## アメリカン・アソシエーション
アメリカン・アソシエーションの記録
| 年     | 選手                          | 所属球団                                                  | 記録 |
| ------ | ----------------------------- | --------------------------------------------------------- | ---- |
| 1882年 | ウィル・ホワイト              | シンシナティ・レッドストッキングス                        | 40   |
| 1883年 | ウィル・ホワイト              | シンシナティ・レッドストッキングス                        | 43   |
| 1884年 | ガイ・ヘッカー                | ルイビル・カーネルズ                                      | 52   |
| 1885年 | ボブ・カラザーズ              | セントルイス・ブラウンズ                                  | 40   |
| 1886年 | デーブ・ファウツ エド・モリス | セントルイス・ブラウンズ ピッツバーグ・アルゲニーズ       | 41   |
| 1887年 | マット・キルロイ              | ボルチモア・オリオールズ                                  | 46   |
| 1888年 | シルバー・キング              | セントルイス・ブラウンズ                                  | 45   |
| 1889年 | ボブ・カラザーズ              | ブルックリン・ブライドグルームス                          | 40   |
| 1890年 | セイディー・マクマホン        | フィラデルフィア・アスレチックス ボルチモア・オリオールズ | 36   |
| 1891年 | セイディー・マクマホン        | ボルチモア・オリオールズ                                  | 35   |

## フェデラル・リーグ
フェデラル・リーグの記録
| 年     | 選手                     | 所属球団           | 記録 |
| ------ | ------------------------ | ------------------ | ---- |
| 1914年 | クロード・ヘンドリックス | シカゴ・ホエールズ | 29   |
| 1915年 | ジョージ・マッコネル     | シカゴ・ホエールズ | 25   |

## プレイヤーズ・リーグ
プレイヤーズ・リーグの記録
| 年     | 選手                   | 所属球団           | 記録 |
| ------ | ---------------------- | ------------------ | ---- |
| 1890年 | マーク・ボールドウィン | シカゴ・パイレーツ | 34   |

## ユニオン・アソシエーション
ユニオン・アソシエーションの記録
| 年     | 選手               | 所属球団                     | 記録 |
| ------ | ------------------ | ---------------------------- | ---- |
| 1884年 | ビル・スウィーニー | ボルチモア・モニュメンタルズ | 40   |

## ナショナル・アソシエーション
ナショナル・アソシエーションの記録
| 年     | 選手                       | 所属球団                       | 記録 |
| ------ | -------------------------- | ------------------------------ | ---- |
| 1871年 | アルバート・スポルディング | ボストン・レッドストッキングス | 19   |
| 1872年 | アルバート・スポルディング | ボストン・レッドストッキングス | 38   |
| 1873年 | アルバート・スポルディング | ボストン・レッドストッキングス | 41   |
| 1874年 | アルバート・スポルディング | ボストン・レッドストッキングス | 52   |
| 1875年 | アルバート・スポルディング | ボストン・レッドストッキングス | 55   |

## メジャー記録
- 最多記録
  - （19世紀近代野球以前） 1884年 チャールズ・ラドボーン 60勝
  - （20世紀近代野球以降） 1904年 ジャック・チェスブロ 41勝
  - （1920年ライブボール時代以降） 1920年 ジム・バグビー・シニア、1931年 レフティ・グローブ、1968年 デニー・マクレイン 31勝
    - 1934年 ディジー・ディーン 30勝（ライブボール時代以降のナショナルリーグ最多記録）

- 最多勝の最少記録
  - 2006年 アーロン・ハラング、デレク・ロウ、ブラッド・ペニー、ジョン・スモルツ、ブランドン・ウェブ、カルロス・ザンブラーノ（ナショナルリーグ最少記録）、2021年 ゲリット・コール、2023年 クリス・バシット、ザック・エフリン（アメリカンリーグ最少記録） 16勝

※短縮シーズンの1981年・1994年・2020年を除く
- 両リーグ最多勝利
  - ゲイロード・ペリー 1970年・1978年（ナショナルリーグ）、1972年（アメリカンリーグ）
  - ファーガソン・ジェンキンス 1971年（ナショナルリーグ）、1974年（アメリカンリーグ）
  - カート・シリング 2001年（ナショナルリーグ）、2004年（アメリカンリーグ）
  - ロイ・ハラデイ 2003年（アメリカンリーグ）、2010年（ナショナルリーグ）
  - マックス・シャーザー 2013年・2014年（アメリカンリーグ）、2016年・2018年（ナショナルリーグ）
    - その他、20世紀以降に複数球団で最多勝を獲得した者にアーリー・ウィン、ジム・ペリー、キャットフィッシュ・ハンター、ジャック・モリス、グレッグ・マダックス、ロジャー・クレメンス、ジャスティン・バーランダー等

### 受賞回数上位者
| 選手                       | 回数 | 年度                                           |
| -------------------------- | ---- | ---------------------------------------------- |
| ウォーレン・スパーン       | 8    | 1949, 1950, 1953, 1957, 1958, 1959, 1960, 1961 |
| ピート・アレクサンダー     | 6    | 1911, 1914, 1915, 1916, 1917, 1920             |
| ウォルター・ジョンソン     | 6    | 1913, 1914, 1915, 1916, 1918, 1924             |
| ボブ・フェラー             | 6    | 1939, 1940, 1941, 1946, 1947, 1951             |
| サイ・ヤング               | 5    | 1892, 1895, 1901, 1902, 1903                   |
| ジョー・マクギニティ       | 5    | 1899, 1900, 1903, 1904, 1906                   |
| トム・グラビン             | 5    | 1991, 1992, 1993, 1998, 2000                   |
| クリスティ・マシューソン   | 4    | 1905, 1907, 1908, 1910                         |
| レフティ・グローブ         | 4    | 1928, 1930, 1931, 1933                         |
| ハル・ニューハウザー       | 4    | 1944, 1945, 1946, 1948                         |
| ロビン・ロバーツ           | 4    | 1952, 1953, 1954, 1955                         |
| スティーブ・カールトン     | 4    | 1972, 1977, 1980, 1982                         |
| ロジャー・クレメンス       | 4    | 1986, 1987, 1997, 1998                         |
| マックス・シャーザー       | 4    | 2013, 2014, 2016, 2018                         |
| ジャスティン・バーランダー | 4    | 2009, 2011, 2019, 2022                         |